# Markópoulo
Markópoulo (grekiska: Μαρκόπουλο) är en kommunhuvudort i Grekland.   Den ligger i prefekturen Nomarchía Anatolikís Attikís och regionen Attika, i den sydöstra delen av landet, 22 km sydost om huvudstaden Aten. Markópoulo ligger 95 meter över havet och antalet invånare är 9 513.
Terrängen runt Markópoulo är platt åt nordväst, men åt sydost är den kuperad. Terrängen runt Markópoulo sluttar norrut.Runt Markópoulo är det ganska tätbefolkat, med 155 invånare per kvadratkilometer. Närmaste större samhälle är Ilioúpoli, 15,5 km väster om Markópoulo. Trakten runt Markópoulo består till största delen av jordbruksmark.